# Brothers of the Head
Brothers of the Head è un falso documentario del 2005 diretto da Keith Fulton e Louis Pepe. La storia è basata sul romanzo omonimo di Brian Aldiss. Il film è stato presentato al Toronto International Film Festival nel 2005.

## Trama
Nei primi anni '70, Tom e Barry Howe, gemelli siamesi, sono totalmente manovrati dal loro manager che ha intenzione di trasformarli in rockstar. I due fratelli formano una band punk rock chiamata "Bang Bang" e mentre il loro successo continua ad aumentare, una giornalista musicale di nome Laura segue la loro carriera scrivendo articoli. Tra Tom e la giornalista nasce una relazione amorosa che causerà problemi nel rapporto tra i due fratelli.

## Distribuzione
- Canada: Brothers of the Head, 10 settembre 2005
- Germania: Brothers of the Head, 9 febbraio 2006
- Ungheria: Brothers of the Head, 30 marzo 2006
- USA: Brothers of the Head, 28 luglio 2006
- Australia: Brothers of the Head, 17 agosto 2006
- Francia: Brothers of the Head, 31 agosto 2006
- Gran Bretagna: Brothers of the Head, 27 settembre 2006

## Premi e riconoscimenti
- Boston Independent Film Festival 2006
- Edinburgh International Film Festival 2006: "Best New British Feature"
- Evening Standard British Film Awards 2007